# Primitive Man
A Primitive Man amerikai sludge/doom/noise metal együttes. 2012-ben alakultak Denverben. A Decibel Magazine a "ma aktív együttesek közül az egyik legsúlyosabb" zenekarnak nevezte őket. Zenéjükben a funeral doom és a black metal elemeit is ötvözik. Eddig három albumot jelentettek meg, a Relapse Records gondozásában.

## Tagok
- Ethan Lee McCarthy - gitár, ének
- Jonathan Campos - basszusgitár
- Joe Linden - dob

## Korábbi tagok
- Bennet Kennedy - dob
- Spy Soto - dob

## Diszkográfia
- Scorn (2013)
- Caustic (2017)
- Immersion (2020)

## Egyéb kiadványok
EP-k
- Home is Where the Hatred Is (2015)
- "Futility" + Untitled (2015)
- Steel Casket (2017)

Split lemezek
- Primitive Man / Xaphan (2014)
- Primitive Man / Hexis (2014)
- Primitive Man / Hessian (2014)
- Primitive Man / Fister (2014)
- Primitive Man / Northless (2016)
- Primitive Man / Sea Bastard (2016)
- Primitive Man / Unearthly Trance (2018)
- Primitive Man / Hell (2019)

## Válogatáslemezek
- P/M (2013)